# La vida alegre
Pour plus de détails, voir Fiche technique et Distribution.
La vida alegre est un film espagnol réalisé par Fernando Colomo, sorti en 1987.

## Synopsis
L'histoire d'Ana, un médecin spécialisé dans les IST.

## Fiche technique
- Titre : La vida alegre
- Réalisation : Fernando Colomo
- Scénario : Fernando Colomo
- Musique : Suburbano
- Photographie : Javier Salmones
- Montage : Miguel Ángel Santamaría
- Production : Fernando Colomo et Ana Huete
- Société de production : El Catalejo
- Pays de production :  Espagne
- Genre : Comédie
- Durée : 92 minutes
- Dates de sortie : 
  - Espagne : 14 avril 1987

## Distribution
- Verónica Forqué : Ana
- Antonio Resines : Antonio
- Ana Obregón : Carolina
- Guillermo Montesinos : Manolo
- Massiel : Rosi
- Miguel Rellán : Eduardo
- Gloria Muñoz : Elvira
- José Antonio Navarro : Javi Ruiz
- Itziar Álvarez : Cata
- Alicia Sánchez : Marta
- El Gran Wyoming : Federico
- Paloma Catalán : Mari Carmen
- Javier Gurruchaga : Ildefonso
- José L. Novoa : José
- Ursula Sánchez : Olga
- María Elena Flores : Mme. Tabaco

## Distinctions
Le film a remporté le prix Goya de la meilleure actrice pour Verónica Forqué.